# Мартинес, Федерико
Эдуа́рдо Федери́ко Марти́нес Коло́мбо (исп. Eduardo Federico Martínez Colombo; 28 ноября 1984, Флорида) — уругвайский футболист, нападающий.

## Карьера
Мартинес начал свою карьеру в родном Уругвае, где он забил 11 голов в 35 играх, играя за «Рампла Хуниорс». Затем он был переведен в чилийский клуб «Депортес Антофагаста», где сумел забить 4 гола в 13 играх. В этом же году клуб вылетел во второй дивизион. В 2009 году он перешёл в бразильский «Кабуфриенсе», но ушёл в следующем году покинул клуб из-за финансового положения.
В 2010 году он подписал контракт с клубом  «Вооружённые силы Сингапура», где он забил в общей сложности 12 голов, включая 10 в S-Лиге и 2 в Лиге чемпионов АФК. Его забитый гол в ворота корейских чемпионов «Сувон Самсунг Блюуингз» был выбран "Голом месяца" по версии азиатских фанатов. В октябре 2010 года он был выбран игроком месяца в S-Лиге; тогда он забил 6 голов в 4 играх за «Уорриорс», в том числе забил 1000 и 1001 гол в истории клуба.
В марте 2011 года Мартинес переехал в Латвию, подписав контракт с клубом высшей лиги «Вентспилс». Он забил свой первый официальный гол в Латышской высшей лиге 17 апреля 2011 в игре против «Олимп». 5 ноября 2011 «Вентспилс» стал чемпионом Латвии. Мартинес, который играл в качестве атакующего полузащитника, забил 8 голов в 26 играх. В 2013 году Мартинес помог команде сделать золотой дубль. Федерико также принимал участие в матчах клуба в розыгрышах Лиги чемпионов и Лиги Европы.
В январе 2014 года Мартинес перешёл в боливийский клуб «Ориенте Петролеро».

## Достижения
- Чемпион Латвии (2): 2011, 2013
- Обладатель Кубка Латвии (2): 2011, 2013
- Финалист Балтийской лиги: 2010/11